# Panzergruppe von Kleist
La Panzergruppe von Kleist ou Panzergruppe Kleist (groupement blindé von Kleist / Kleist) est une formation de la Wehrmacht, semblable par la taille à une armée, pendant la Seconde Guerre mondiale.
Elle est formée le 5 mars 1940 à partir du XXII. Armee-Korps (mot.), et est nommée d'après son unique commandant, Ewald von Kleist. Elle est renommée XXII. Armee-Korps (mot.) le 12 juillet 1940.
Première formation de ce type, elle ne participe sous ce nom qu'à la campagne de l'Ouest de 1940 pour laquelle elle a été créée et où elle a tenu le rôle central avec ses cinq divisions blindées , de traverser les Ardennes et la Meuse à Monthermé et Sedan, pour atteindre la Manche, ce qu'elle fit en seulement onze jours, entraînant l'effondrement du front allié.

## Historique
Le 5 mars 1940 le XXIIe corps d'armée (motorisé) est renommé groupement blindé von Kleist (allemand : Panzergruppe von Kleist) ; il s'agit du premier groupement blindé de l'histoire,.
Dans le plan d'offensive à l'Ouest, le groupement avec ses cinq divisions blindées, trois d'infanterie motorisée et un corps de défense antiaérienne (totalisant 1 250 chars et 350 véhicules de reconnaissance blindés), sa mission est « partant avec les 12. et 16. Armee de la ligne Vianden – Echternach », de traverser l'Ardenne et de tenter le franchissement de la Meuse « par une attaque surprise » de part et d'autre de Charleville,. Les fortifications frontalières belges doivent être percées le premier jour et la Meuse atteinte dès le troisième, pour être franchie le quatrième
Le groupement est déployé en trois échelons dont le premier se situe pour des raisons de camouflage dans l'Eifel à plus de cinquante de kilomètres de la frontière luxembourgeoise. Cet échelonnement doit à l'étroitesse relative du front initial d'attaque, le groupement ne disposant que de quatre itinéraires réservés pour pénétrer au Luxembourg (baptisées routes blindées, en allemand : Panzerstraßen, numérotées de un à quatre). Le XIXe corps d'armée (Guderian, trois divisions blindées et un régiment motorisé) forme le premier échelon et doit prendre d'assaut la Meuse à Sedan, il est d'abord suivi par le XXXXIe corps d'armée (Reinhardt, deux divisions blindées et une d'infanterie motorisée) qui s'alignera sur le front au cours de la traversée de l'Ardenne pour passer la Meuse à Monthermé. Le troisième échelon est constitué par le XIVe corps d'armée (motorisé) (Wietersheim, deux divisions d'infanterie motorisées). En outre, le groupement dispose du Ier corps de défense antiaérienne (Hubert Weise).

## Commandement suprême
| Date                            | Commandant                              |
| ------------------------------- | --------------------------------------- |
| 7 mars 1940 au 16 novembre 1940 | General der Kavallerie Ewald von Kleist |

## Chef d'état-major
| Date                            | Commandant           |
| ------------------------------- | -------------------- |
| 7 mars 1940 au 16 novembre 1940 | Oberst Kurt Zeitzler |

## Ordre de bataille

### 10 mai 1940
Source : Mary 2009, p. 14
- XIX. Armee-Korps (mot.)
  - 1. Panzer-Division
  - 2. Panzer-Division
  - 10. Panzer-Division, à laquelle est rattachée l'Infanterie-Regiment Grossdeutschland
- XLI. Armee-Korps (mot.)
  - 6. Panzer-Division
  - 8. Panzer-Division
  - 2. Infanterie-Division (mot.)
- XIV. Armee-Korps (mot.)
  - 13. Infanterie-Division (mot.)
  - 29. Infanterie-Division (mot.)
- I. Flakkorps (de)

## Rattachement
| Date        | Groupe d'Armées |
| ----------- | --------------- |
| 5 mars 1940 | Heeresgruppe A  |